# Louis IV của Pháp

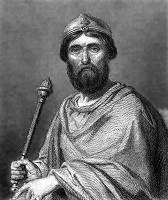
Chân dung vua Louis IV của Pháp

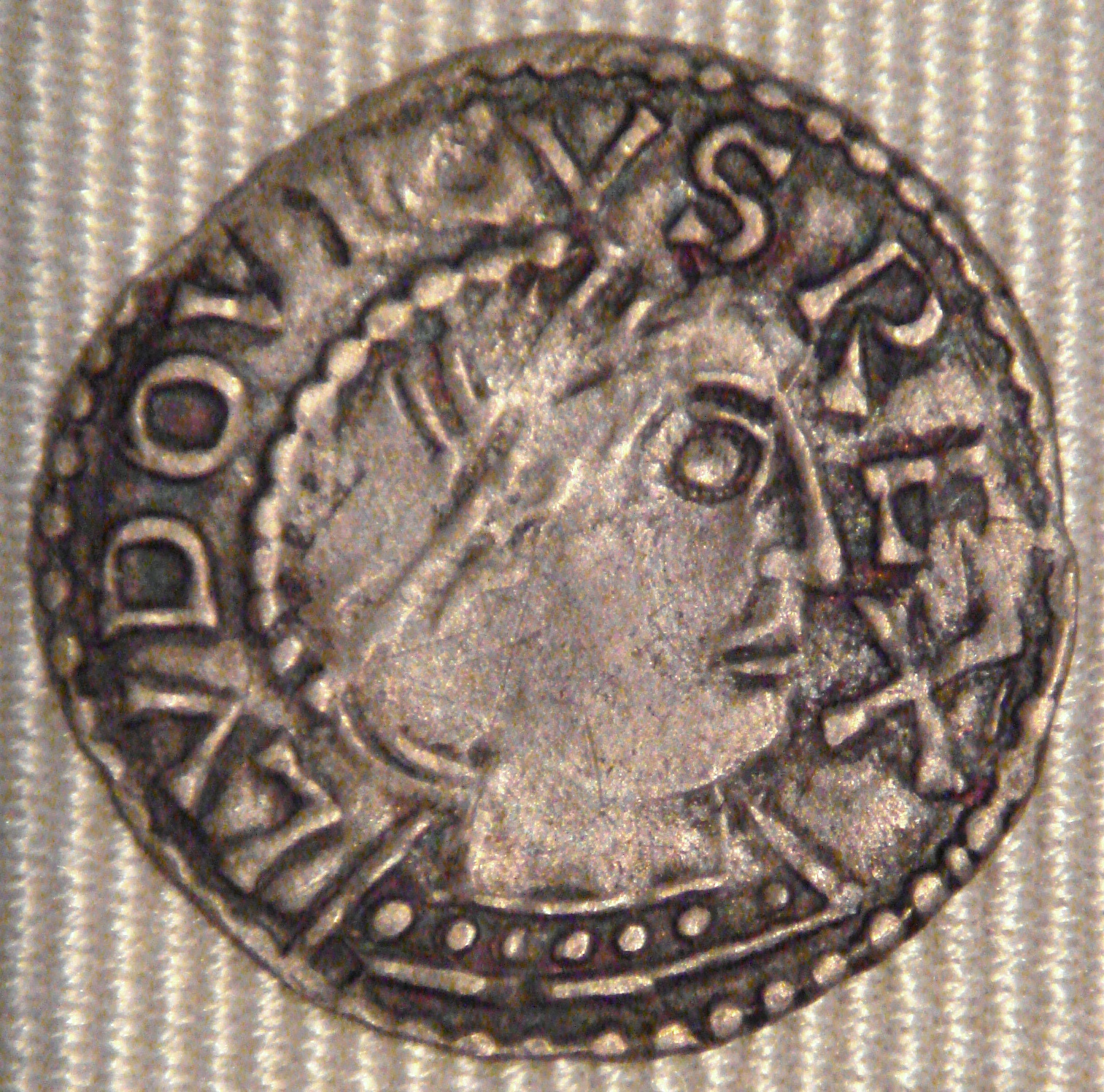
Một đồng bạc nhỏ có từ thời Louis IV, được đúc tại Chinon

Louis IV (10 tháng 9 năm 920 – 10 tháng 9 năm 954), được gọi là d'Outremer hoặc Transmarinus (cả hai có nghĩa là "từ hải ngoại"), trị vì như Vua Tây Francia từ năm 936 đến 954. Ông là thành viên của triều đại Vương triều Caroling, con trai của Charles Đơn Sơ và Eadgifu của Anh, con gái vua Edward Trưởng Lão.

## Tiểu sử

### Thời kỳ lưu vong
Năm ông vừa tròn hai tuổi thì cha ông bị giới quý tộc truất phế, họ đặt Robert I nhằm thay thế ông. Khi ông lên ba tuổi, Robert chết và được Rudolph lên thay, Công tước xứ Bourgogne. Đồng minh của Rudolph, một người Vương triều Caroling giống ông là Bá tước Herbert II của Vermandois, do sự phản bội đã giam cầm Charles mà mẹ của Louis đã dắt ông vượt biển trốn sang nước Anh một cách an toàn, lý giải vì sao ông có biệt danh như vậy.

### Về nước và cai trị
Charles chết vào năm 929, nhưng Rudolph chỉ trị vì đến năm 936, khi Louis được triệu hồi về nước bởi sự nhất trí của giới quý tộc, đặc biệt là Hugh Cao Quý, người đã có sự chuẩn bị cho cuộc hồi hương của ông nhằm ngăn chặn Herbert II, hoặc anh của Rudolph Hugh Đen chiếm đoạt ngôi vua. Ông được Artald, Tổng giám mục Rheim làm lễ đăng quang tại Laon vào ngày chủ nhật 19 tháng 6 năm 936.
Dưới thời trị vì của Louis IV, vương quyền của ông có được hiệu quả giới hạn ở những thị trấn tại Laon và một số nơi ở phía bắc nước Pháp, Louis biểu lộ sự ham mê trong việc có được sự công nhận của giới quý tộc phong kiến đối với chính quyền của ông. Tuy nhiên, triều đại của ông đầy mâu thuẫn, đặc biệt với Hugh Cao Quý, Bá tước Paris.
Louis IV bị ngã ngựa và chết vào ngày 10 tháng 9 năm 954, tại Rheims, ở tỉnh Marne, thi thể của ông được chôn cất tại nhà thờ Saint Rémi Basilica.

## Gia đình
Vào năm 939, Louis có dính líu đến cuộc chiến đấu với Hoàng đế Otto Đại Đế xoay quanh các vấn đề về tỉnh Lorraine, nhưng lại kết hôn với em gái của Otto là Gerberga của Saxony (914 – 5 tháng 5 984). Bà sinh cho ông cả thảy tám đứa con bao gồm:
- Lothair của Pháp (941-986)
- Mathilde sinh khoảng năm 943; kết hôn Conrad của Burgundy
- Hildegarde sinh khoảng năm 944
- Carloman sinh khoảng năm 945
- Louis sinh khoảng năm 948
- Charles, Công tước vùng Lorraine Thấp (953-993)
- Alberade sinh trước năm 953
- Henri sinh khoảng năm 953